# Juri Küzmič
Juri Küzmič (tudi ~ Küzmitš, madžarsko György Küzmics, prekmursko Jürko Küzmič, latinsko Georgio Kuzmits), slovenski rimskokatoliški župnik in dekan Őrséga, na Madžarskem, * Dolnji Slaveči, 14. december, 1752; † Števanovci, 27. februar, 1810.
Rodil se je v Dolnjih Slavečih, ki je tudi rojstni kraj Mikloša Küzmiča. Oče mu je bil Mihael Küzmič, mati mu je bila Katarina Hül. Teologijo je študiral v Gjuru (Győr) in v Budimu. János Szily, sombotelski škof ga je leta 1779 posvetil v Gradu, ko je obiskal Slovensko okroglino. Od leta 1779 do leta 1781 je kaplanoval v Trošču pri Monoštru. Bil je župnik v Gornjih Petrovcih štiri leta (1781-1785), zatem v Dolencih deset let (1785-1795). Od 26. septembra 1795 je župnikoval v Števanovcih (Slovensko Porabje). Župnija Števanovci je spadal pod dekanijo Őrséga.
Dobro je govoril tudi madžarsko in nemško. Küzmič je priskrbel zvonove v cerkvi. Na žalost so jih več odpeljali med prvo svetovno vojno in je ostal samo še en.